# Швайнфурт
Швайнфурт (на немски: Schweinfurt) е университетски и окръжен град в Долна Франкония в Бавария в Германия с 51 610 жители (към 31 декември 2014). Намира се на 27 km североизточно от Вюрцбург.
За пръв път Швайнфурт е споменат в документ през 791 г. като Villa Suinfurde. Близо до днешния град резидират могъщите графове на Швайнфурт. От 12 век до 1802 г. Швайнфурт е имперски град.